# Rising Marvel R
Rising Marvel R – elektryczny samochód osobowy typu SUV klasy średniej produkowany pod chińską marką Rising od 2020 roku.

## Historia i opis modelu

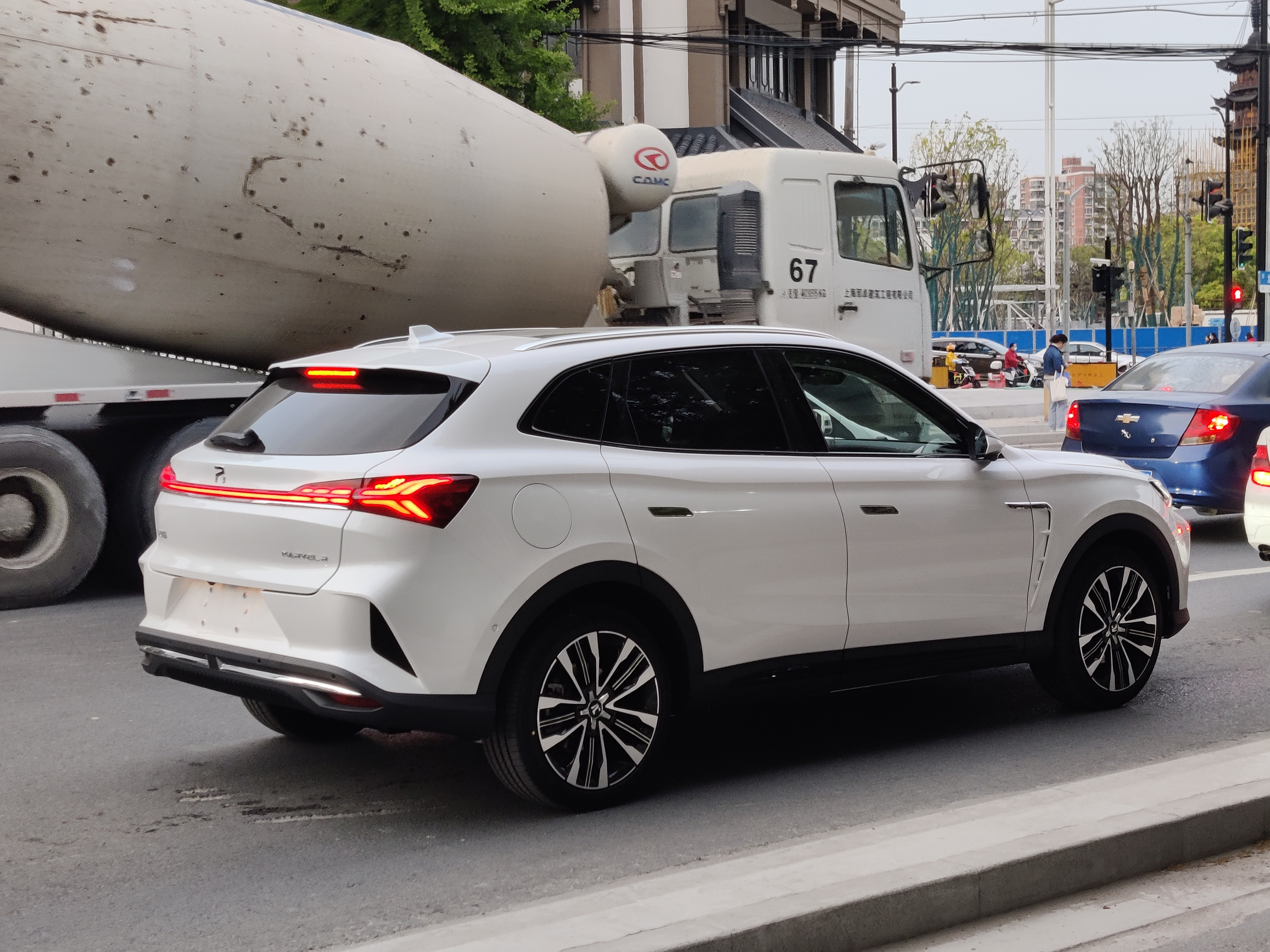
Rising Marvel R - tył

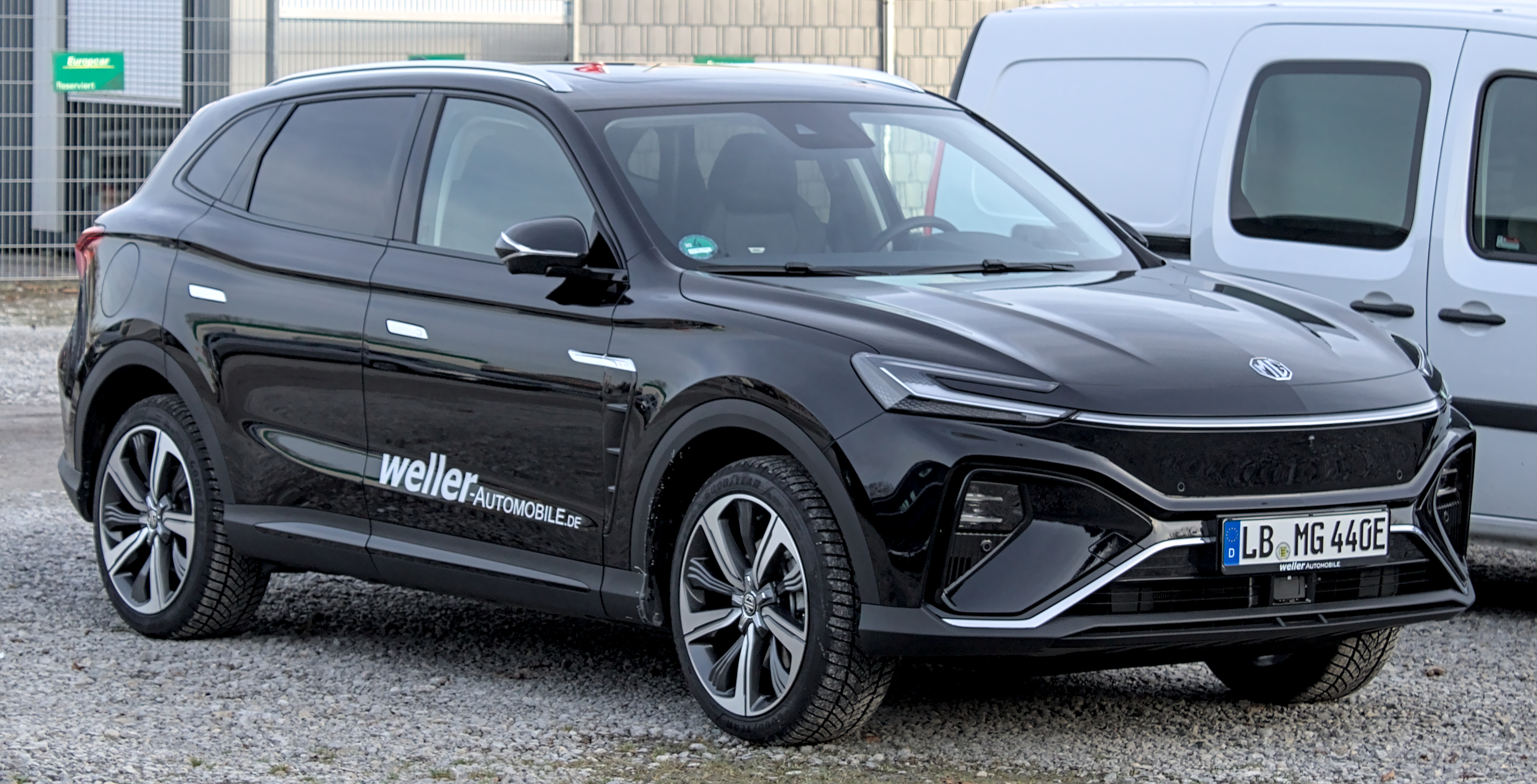
europejskie MG Marvel R

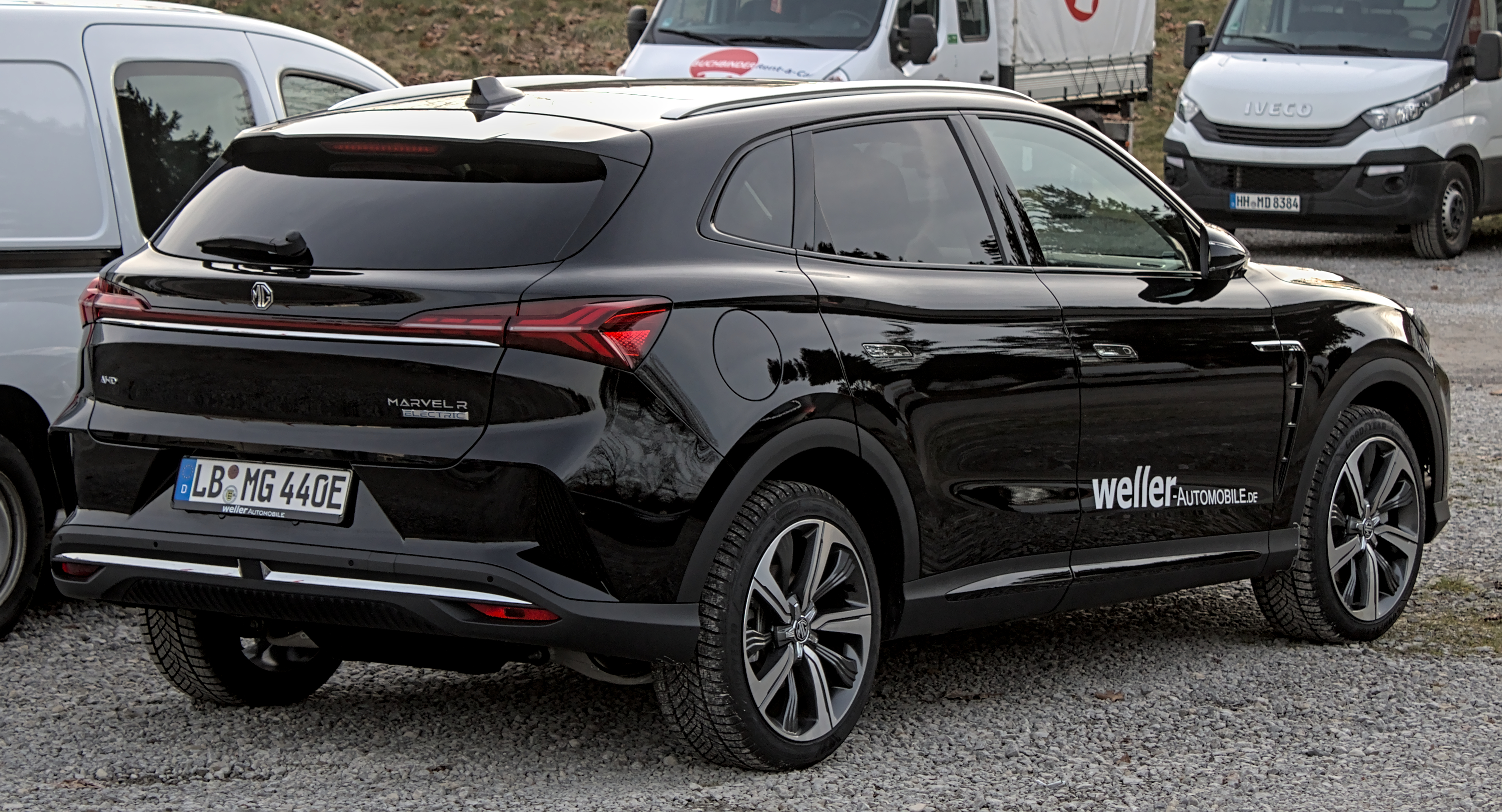
europejskie MG Marvel R - tył

Studyjną zapowiedzią nowego, luksusowego SUV-a z napędem elektrycznym skonstruowanego przez chiński koncern SAIC był prototyp Marvel R przedstawiony w maju 2020 roku. Produkcyjny model  zadebiutował pół roku później, w listopadzie tego samego roku podczas wystawy samochodowej Guangzhou International Auto Show, inaugurując jednocześnie wydzielenie linii modelowej R dotychczas tworzonej przez sedana ER6 ze struktur Roewe.
R Marvel R powstał jako głęboko zmodernizowany następca przedstawionego w 2018 roku Roewe Marvel X, odróżniając się od niego bardziej futurystyczną stylizacją charakteryzującą się wąskimi paskami oświetlenia LED, chowanymi klamkami czy bardziej aerodynamicznie ukształtowanym pasem przednim. Deskę rozdzielczą, podobnie jak bliźniaczy model Roewe, zdominował 19,4-calowy wyświetlacz dotykowy. Marvel R jako pierwszy samochód na świecie wyposażony został w technologię łączności 5G, a także poziom trzeci autonomicznego sterowania pojazdem. 

### Sprzedaż
Sprzedaż Rising Marvel R rozpoczęła się w pierwszej kolejności na wewnętrznym rynku chińskim pod koniec 2020 roku, od marca 2021 roku zasilając samodzielną markę "R" koncernu SAIC. W tym samym roku filia dokonała korekty nazwy na Rising Auto. W marcu 2021 roku przedstawiony został eksportowy wariant Marvela R, który opracowany został z myślą o wyselekcjonowanych rynkach Europy Zachodniej. Samochód trafi tam do sprzedaży pod marką MG jako MG Marvel R poczynając od maja 2021 roku. Z końcem 2022 roku Marvel R zniknął ze sprzedaży w rodzimych Chinach, pozostając odtąd produktem oferowanym wyłącznie na eksport.

### Dane techniczne
Układ napędowy Marvela R tworzy silnik elektryczny w dwóch wariantach mocy: 186 KM i 284 KM, które rozwija maksymalny moment obrotowy wynoszący odpowiednio 410 i 665 Nm oraz maksymalną prędkość 200 km/h przy 100 km/h osiąganych po odpowiednio 7,9 i 4,9 sekundy. Bateria o pojemności 70 kWh pozwala osiągnąć na jednym ładowaniu ok. 400 kilometrów według normy pomiaru WLTP.